# 中国医科大学
中国医科大学（ちゅうごくいかだいがく、英語: China Medical University）は、遼寧省瀋陽市瀋北新区に本部を置く中華人民共和国の国立大学。1932年創立、1940年大学設置。
新制中国で最初に設置された国立の医科大学で、下に述べる3つの医学校が合併して成り立っている。
なお、英文名のChina Medical Universityは同名の大学が台湾にもあるが、この中国語名は中国医薬大学である。

## 沿革
新生中国で最初に設置された国立の医科大学で下に述べる3つの医学校が合併して成り立っている。

### 国立中国医科大学
- 1932年：中国工農紅軍軍医学校を江西省に設立し、同年中国工農紅軍衛生学校と改名
- 1934-1936年：長征を経て、陝西省延安へ移動
- 1940年：中国医科大学と改名
- 1946年：黒竜江省へ移転し、東北軍医大学も合併
- 1947年：東北大学医学院を合併
- 1947-1948年：中国東北地区に4分校を設立
- 1948年：瀋陽へ移転し、国立瀋陽医学院（下記の満州医科大学）と私立遼寧医学院（下記の奉天医科大学）を合併
- 1956年：中国医科大学を瀋陽医学院へ改名
- 1978年：名称を中国医科大学へ戻す

### 旧満洲医科大学

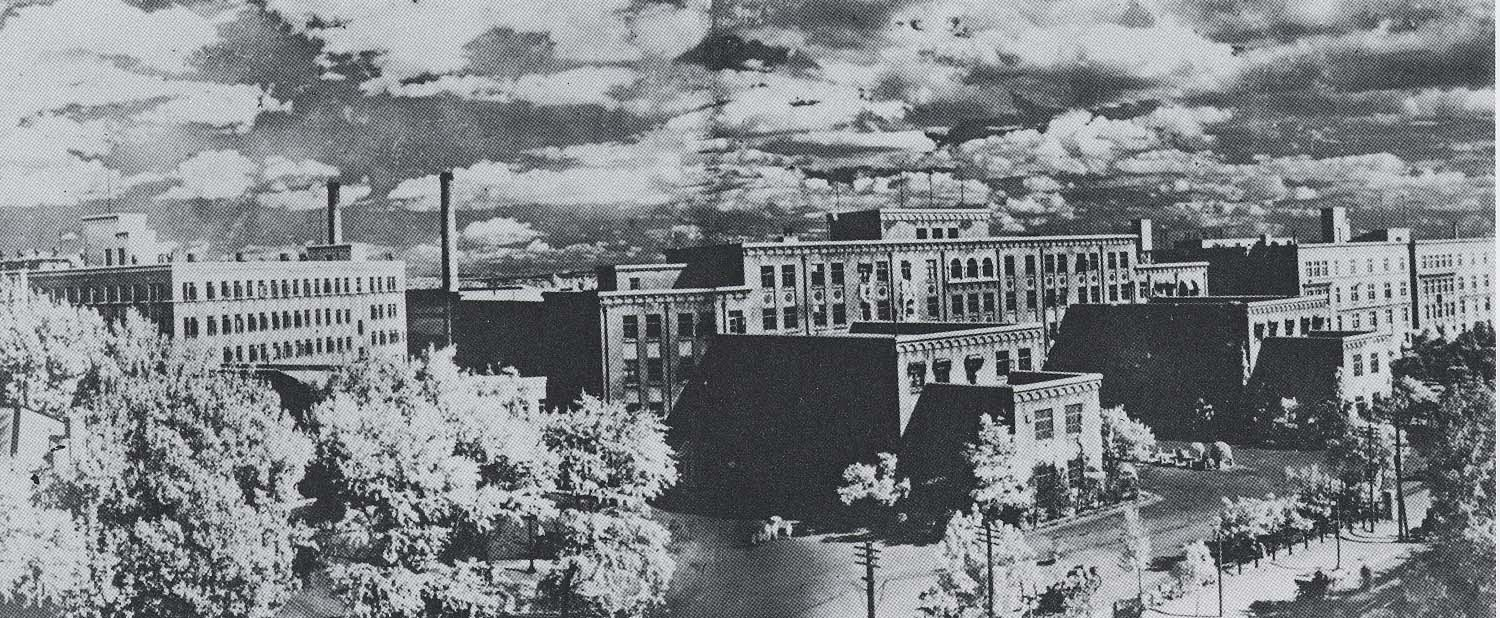
満州医科大学全景

- 1911年：南満医学堂 - 満鉄が1907年に設立した大連病院奉天分院内に創設した私立の医学校で[1]、日本人と中国人の共学による授業が行われた。日本の文部省より専門学校の認定を受け、授業は日本人教員によって「内地」の医専と同じ教育課程で日本語による教育が行われ、中国人学生のために予科を設置し、日本語を中心とした予備教育も行われた。[2]
- 1922年：満洲医科大学（中国語版）へと昇格
- 1945年：国立瀋陽医学院 - 日本の敗戦により中国に接収され変更
- 1948年：中国医科大学へ合併

### 私立奉天医科大学
- 1892年：西医学堂会（『奉天三十年』を著わしたドゥガルド・クリスティーが設立）
- 1912年：奉天医科大学
- 1945年：私立遼寧医学院
- 1948年：中国医科大学へ合併

中国医科大学の付属病院に、第一医院、盛京医院、第四医院、などがある。